# نبرد ولیکیه لوکی
نبرد ولیکیه لوکی (به آلمانی: Schlacht von Welikije Luki) که در تاریخ‌نگاری نظامی شوروی عملیات تهاجمی ولیکیه لوکی (به روسی: Великолукская наступательная операция) نامیده می‌شود، نبردی بین نیروهای ارتش سرخ و ورماخت در جبهه شرقی جنگ جهانی دوم بود که بین ماه‌های نوامبر سال ۱۹۴۲ تا ژانویه سال ۱۹۴۳ به وقوع پیوست و در نهایت با پیروزی شوروی و بازپس‌گیری شهر ولیکیه لوکی به پایان رسید.

## پیش‌زمینه
ولیکیه لوکی با جمعیت حدود ۳۵ هزار نفری هنگام آغاز جنگ جهانی دوم، با وجود قرار داشتن در یک منطقه نسبتاً دور افتاده، یکی از مراکز مهم ترابری و اتصال خطوط آهن غرب و شرق در شوروی به حساب می‌آمد. در جریان عملیات بارباروسا، تهاجم آلمان به شوروی، این شهر در مرز محورهای پیشروی گروه ارتش مرکز و گروه ارتش شمال ورماخت با تمرکز اندک نیرو قرار داشت. استاوکا، فرماندهی عالی شوروی، در جریان نبرد اسمولنسک، ارتش بیست و دوم را به فرماندهی سپهبد فیلیپ یرشاکوف با استقرار قرارگاه آن در ولیکیه لوکی در ناحیه استحکامات پولوتسک در شمال ویتبسک تشکیل داد و قصد تهاجم به تهاجم به جناب شمالی گروه ارتش مرکز ورماخت را داشت. آلمانی‌ها با پیش‌بینی این مسئله و با پیش‌دستی سپاه ۵۷ موتوریزه را به سمت این ناحیه گسیل کردند. پس از محاصره بیشتر نیروهای ارتش بیست و دوم شوروی، یک گروه رزمی از لشکر نوزدهم زرهی ورماخت ولیکیه لوکی را روز ۱۷ ژوئیه سال ۱۹۴۱ تصرف کرد. استاوکا که یکی از بزرگ‌ترین مراکز تدارکاتی خود را از دست داده بود، با الحاق یک لشکر تانک به بقایای ارتش بیست و دوم شوروی دستور به ضد حمله بلافاصله توسط آن داد. پس از چند روز مبارزه، آلمانی‌ها در موضع ضعف عددی و با خطوط پیش از حد کشیده‌شده در اراضی نامناسب، وادار به تخلیه ولیکیه لوکی و عقب‌نشینی به سمت نفل شدند. بدین شکل این شهر روز ۲۰ ژوئیه دوباره تحت سلطه شوروی قرار گرفت. به هر صورت پس از پایان نبرد در ناحیه اسمولنسک، گروه ارتش مرکز ورماخت اوایل ماه اوت با شش لشکر مجدداً به سمت ولیکیه لوکی یورش برد. پس از یک هفته مبارزه سنگین این شهر به محاصره درآمد و در نهایت حدود ۲۴ هزار نفر به اسارت گرفته شدند. آلمانی‌ها روز ۲۶ اوت دوباره بر ولیکیه لوکی مسلط شدند.
گروه ارتش مرکز حرکت خود به سمت شرق را در قالب عملیات تایفون برای تسخیر مسکو ادامه داد. به هر صورت آلمانی‌ها در دروازه‌های مسکو متوقف و با اجرای ضد حمله گسترده ارتش سرخ در ماه دسامبر در ناحیه مسکو عقب رانده شدند. ارتش تازه‌تشکیل‌شده سوم شوک به فرماندهی سپهبد ماکسیم پورکایف به عنوان بخشی از جبهه شمال غربی شوروی اواخر ماه دسامبر موظف به پیشروی علیه جناح چپ گروه ارتش مرکز ورماخت و بازپس‌گیری خولم و ولیکیه لوکی شد. با آغاز عملیات از روز ۷ ژانویه سال ۱۹۴۲، با توجه به قرار گرفتن تمرکز ارتش سوم شوک شوروی بر خولم و با وجود به محاصره افتادن مدافعان در آن، نیروهای آلمانی توانستند سد دفاعی محکمی در ناحیه ولیکیه لوکی ایجاد و چندین تلاش ارتش سرخ جهت رخنه در آن را دفع کنند. تا اوایل ماه آوریل عملیات ارتش سرخ در این نواحی بدون دستیابی به اهداف مورد نظر متوقف شد و مدتی بعد آلمانی‌ها در نهایت محاصره خولم را نیز شکستند.

## نیروها و آماده‌سازی شوروی
ارتش سوم شوک شوروی روز ۲۲ ژانویه سال ۱۹۴۲ به جبهه کالینین منتقل شد. با وجود این که روی کاغذ یک «ارتش شوک» شوروی نیروی قابلی توجهی به نظر می‌رسید، در حقیقت با منابعی اندک اتکای آن عموماً بر پیاده‌نظام بود. شرایط آب‌وهوایی و کمبودهای تدارکاتی تحرک‌پذیری و قدرت آتش این یگان‌ها را هر چه بیشتر کاهش می‌داد. ارتش سوم شوک شوروی تا پایان ضد حمله زمستانه در ماه مارس متحمل ۴۰ هزار نفر تلفات از جمله ۱۵ هزار کشته و مفقود، شده بود. با توجه به مشغول بودن استاوکا در مسائل با اهمیت بیشتر از جمله شکستن محاصره لنینگراد و نبرد استالینگراد، توجه و منابع کمتری صرف جبهه کالینین می‌شود. از این رو ارتش سوم شوک شوروی، با وجود ضعف نسبی دفاع آلمان در ناحیه ولیکیه لوکی، برای ماه‌ها قادر به هیچ عملیات تهاجمی عمده‌ای نبود و بیشتر تابستان سال ۱۹۴۲ را صرف بازسازی کرد. نخستین نیروی کمکی قابل توجه به شکل سپاه ۲ تفنگ‌دار محافظ ماه اوت به ارتش سوم شوک شوروی تعلق گرفت. مدتی بعد پورکایف ترفیع درجه گرفت و در جایگاه فرماندهی جبهه کالینین نشست تا سرلشکر کوزما گالیتسکی هدایت ارتش سوم شوک شوروی را عهده‌دار شد.
در جریان طرح‌ریزی‌های عمده استاوکا برای عملیات‌های متعدد در نقاط مختلف خط مقدم، ارتش سوم شوک شوروی، در عملیاتی جانبی، مجدداً مأمور به تصرف ولیکیه لوکی و شکستن اتصال متزلزل بین گروه ارتش‌های مرکز و شمال ورماخت شد. شناسایی هوایی آلمان نتوانست مقیاس صحیح بزرگی نیروهای گردآمده شوروی در شرق ولیکیه لوکی بدین منظور را دریابد و در نتیجه انتظار یک حمله بزرگ در این نقطه نمی‌رفت.

## نیروها و آماده‌سازی آلمانی
در جریان ضد حمله زمستانه ارتش سرخ، فرماندهی عالی نیروی زمینی آلمان قرارگاه سپاه ۵۴ ورماخت به فرماندهی سپهبد کورت فون د شوالری را از فرانسه به این ناحیه اعزام کرد تا هدایت عملیاتی در آن را بر عهده بگیرد. این سپاه در ابتدا هیچ یگانی در اختیار نداشت. مدتی بعد هنگ ۳۲۳ پیاده‌نظام، یک گردان توپخانه و یک گروهان مهندسی از لشکر دویست و هجدهم پیاده‌نظام ورماخت از دانمارک برای آن فرستاده شد. لشکر هشتاد و سوم پیاده‌نظام ورماخت از نرماندی نیز از روز ۱۵ ژانویه شروع به رسیدن کرد. با توجه به طولانی بودن خط مقدم سپرده‌شده به سپاه ۵۴ ورماخت، تنها یک هنگ ۲۷۷ پیاده‌نظام و یک هنگ توپخانه از این لشکر در ولیکیه لوکی مستقر شد. لشکر دویست و پنجم پیاده‌نظام ورماخت فرانسه هم ماه فوریه در اختیار سپاه ۵۴ قرار گرفت. علاوه بر این سه گردان ۳، ۷ و ۱۱ نیروهای ویژه به این سپاه تعلق یافت.
سپاه ۵۴ که تا این زمان به عنوان بخشی از ارتش سوم زرهی ورماخت عمل می‌کرد، در موردی استثنایی برای سال ۱۹۴۲ در تمامی نیروی زمینی آلمان، از ماه آوریل مستقیماً تحت هدایت فرماندهی گروه ارتش مرکز قرار گرفت.
در این زمان با توجه به ناامن بودن جاده نفل، نیروهای آلمانی در ولیکیه لوکی به خط آهن جهت دریافت تدارکات متکی بودند. دو قطار زرهی ۳ و ۲۷ بدین منظور به این نیرو اختصاص یافت. به هر صورت با فعالیت پاتیزان‌های شوروی در پشت خطوط مقدم، از جمله با بمب‌گذاری در ریل‌ها و آسیب‌زدن به پل‌ها، امر تدارکات‌رسانی به سپاه ۵۴ ورماخت با دشواری صورت می‌گرفت. این مسئله فون د شوالری را بر آن داشت بین ماه‌های مه تا سپتامبر تعدادی علمیات ضد پارتیزانی جهت پاکسازی مناطق فعالیت آن‌ها به انجام رساند.
با توجه به موقعیت متزلزل پادگان ولیکیه لوکی و وجود خطر افتادن در محاصره، به منظور آماده‌سازی برای آن، هنگ ۲۷۷ پیاده‌نظام ورماخت با کمک نیروهای ساخت‌ساز شروع به احداث نقاط مستحکم دور تا دور ولیکیه لوکی و در طول خطوط ارتباطی آن کرد.
سپاه ۵۴ ورماخت به جهت ماهیت نیمه‌مستقل آن ماه اکتبر به گروه شوالری تغییر عنوان داد. با ارسال یگان‌های زمینی لوفت‌وافه به ناحیه ناحیه ولیژ، طول خدمت مقدم این گروه کاهش یافت. با انتقال ارتش یازدهم فیلدمارشال اریش فون مانشتاین به ناحیه ویتبسک جهت اجرای تهاجم پیشدستانه علیه دشمن در ناحیه تروپتس، گروه شوالری روز ۶ نوامبر تحت امر آن قرار گرفت. بر مبنای طرح عملیات تاوبنشلاک، تهاجم فون مانشتاین از ولیکیه لوکی آغاز می‌شد. به هر صورت در نهایت با اجرای ضد حمله ارتش سرخ در ناحیه استالینگراد، موسوم به عملیات اورانوس که ارتش ششم ورماخت را در شُرُف محاصره قرار داد، طرح حمله آلمانی‌ها در ناحیه توروپتس رها و فون مانشتاین و بیشتر نیروهایش برای تشکیل گروه ارتش دن روز ۲۱ نوامبر راهی مناطق جنوبی شدند. بدین شکل گروه شوالری مجدداً حالت نیمه‌مستقل خود را بازیافت و تحت امر گروه ارتش مرکز قرار گرفت. این نیرو می‌بایست با عجله یگان‌های خود را از وضعیت تهاجمی به وضعیت تدافعی منتقل می‌کرد.
گروه شوالری میانه ماه نوامبر خط مقدمی به طول بیش از ۱۱۰ کیلومتر در جناح شمالی گروه ارتش مرکز را حفظ می‌کرد. دو حفره بزرگ، هر یک به عرض حدود ۱۵ کیلومتر در این خط مقدم وجود داشت. این قسمت‌ها مردابی بودند اما کاملاً غیرقابل عبور نبودند. نیروهای شناسایی و گشتی به صورت حداقلی آن‌ها را پوشش می‌دادند. با وجود درخواست‌های مداوم فرماندهی گروه ارتش، هیچ نیروی کمکی برای پوشش چنین کاستی‌های تأمین نشد.

## تهاجم ارتش سرخ
تهاجم ارتش سرخ اواخر ماه نوامبر از شمال و جنوب ولیکیه لوکی آغاز شد و توانست شهر را به محاصره بیندازد. دو گروه زرمی دیگر آلمانی نیز چند کیلومتر جنوب در دو ناحیه در محاصره قرار گرفتند. بدین شکل سه محاصره جداگانه در ناحیه عمومی ولیکیه لوکی پدید آمد.

## اقدام برای شکستن محاصره

### آماده‌سازی ورماخت
با صرف شدن تمامی نیروی ذخیره گروه ارتش در نبرد رژف، از فرماندهی عالی نیروی زمینی تقاضا شد مجوز اقدام نیروهای در محاصره برای خروج از آن به سمت غرب صادر شود. این مسئله موجب عقب رفتن خط مقدم ورماخت به اندازه ۱۵ تا ۲۵ کیلومتر می‌شد. این درخواست قاطعانه رد شد. در عوض مقرر گشت مواضع درون محاصره به هر قیمتی حفظ شود و سایر نیروهای آلمانی از جانب غرب تلاشی برای ایجاد اتصال با یگان‌های درون محاصره صورت دهند. با این حال دو گروه رزمی در محاصره در جنوب ولیکیه لوکی با اجرای مبارزه در حین عقب‌نشینی به سمت غرب و با کمک نیروهای آلمانی دیگر از محاصره خارج شدند و خط مقدم جدیدی ایجاد کردند.
در ولیکیه لوکی مواضع از پیش احداث شده که بیرونی‌ترین آن‌ها صدها متر با شهر فاصله داشت، ارزش بالایی در مراحل اولیه نشان داد. نیروهای درون محاصره شامل یک هنگ پیاده‌نظام از لشکر هشتاد و سوم پیاده‌نظام ورماخت، دو گردان توپخانه، یک گردان دیده‌بانی، یک گروهان مهندسی، دو گردان ساخت‌وساز و یگان‌های متعدد خدماتی و تدارکاتی می‌شد. تا اوایل ماه دسامبر تنها دو تیپ ارتش سرخ قوس غربی محاصره را تشکیل می‌دادند. از این رو، تا دو هفته پس از بسته شدن حلقه امکان خروج از آن به سمت غرب ممکن بود.
با توجه به نبود هیچ نیروی ذخیره، گروه ارتش مرکز می‌بایست نیروی مورد نیاز جهت شکستن حلقه محاصره ولیکیه لوکی را نقاط دیگر خط مقدم تأمین می‌کرد؛ درحالیکه تمامی این نقاط نیز در شرایط نامناسبی به سر می‌بردند. علاوه بر این جهت هدایت چنین عملیاتی به یک قرارگاه نیاز بود که به صورت از پیش آماده در دسترس نبود. بدین جهت، روز ۱۵ دسامبر یک قرارگاه موقت در سطح سپاه با عنوان سپاه وولر به فرماندهی رئیس ستاد گروه ارتش و با کمک افسر آموزش، افسر ارشد توپخانه و افسر جوان دیگری در لوونو در جنوب غربی ولیکیه لوکی تشکیل شد. این گروهِ فرماندهی مجموعاً متشکل از ۱۴ نفر تابع سپاه ۵۴ ورماخت، از میانه ماه دسامبر مسئولیت خط مقدم در مجاورت ناحیه در محاصره را بر عهده گرفت.
ناحیه عملیاتی در اثر سیاست زمین سوخته استالین و فعالیت پارتیزان‌های شوروی از پیش از هر گونه سازه‌ای از جمله راه‌ها کامل تخریب و مسطح شده بود. یگان‌های در دسترس برای عملیات در ابتدا شامل یک لشکر هشتاد و سوم پیاده‌نظام از پروس شرقی، جز عناصری از آن که درون محاصره بودند، یک هنگ کوهستان که از محاصره جنوبی گریخته بود و دو گردان ساخت‌وساز می‌شد. این یگان‌ها پیش از این از نبردهای گذشته و همچنین شرایط وخیم زمستانی متحمل تلفات و خسارات زیادی شده بودند. با آشنایی فرمانده با نحوه کسب آن‌ها، در عرض چند روز به صورت زمینی و هوایی تدارکات و ادوات لازم به آن‌ها رسانده شد. با دریافت یک لشکر موتوریزه، یک گردان پیاده‌نظام سبک، دو آتشبار توپ‌های ۱۰۵ میلی‌متری و تیپ موشک‌انداز، آماده‌سازی تیپ برای حمله ادامه یافت. به هر صورت با وجود اعتراض گروه ارتش، زمان این آماده‌سازی توسط فرماندهی عالی چند روز کوتاه‌تر شد.

### اجرای عملیات ورماخت
حمله مدت کوتاهی پیش از کریسمس آغاز شد. عملیات با وجود پیشروی خوب اولیه، در میانه راه متوقف گشت. نیروی کمکی بیشتر در قالب دو لشکر و یک گردان زرهی به ناحیه عازم گردید. دست کم یکی از این لشکرها که پیش از این نقش لشکر امنیت را داشت، برای این نوع عملیات کاملاً نامناسب بود. گروه ارتش مرکز از لوفت‌وافه درخواست کرد لشکر چتربازی که در جنوب شرقی ولیژ مستقر بود بدین منظور به‌کارگیرد که با مخالفت مواجه گشت.
دومین حمله اوایل ماه ژانویه سال ۱۹۴۳ صورت گرفت. عناصر پیشتاز خود را به کمتر از ۱۰ کیلومتری حومه شمال غربی ولیکیه لوکی رساندند. به هر صورت، با فشار دشمن بر جناحین این رخنه آلمانی‌ها وادار به گرفتن حالت دفاعی شدند. حمله روز ۵ ژانویه ارتش سرخ قادر به قسمت شمالی شهر رخنه و ناحیه تحت محاصره به قسمت جداگانه تقسیم کرد. سپاه یاری‌رسان دیگر قادر به پیشروی نبود تا دست کم حلقه حول قسمت غربی را بشکند. پس از مذاکرات طولانی در نهایت با انتقال یک گردان از لشکر چترباز موافقت شد. آخرین تلاش برای باز کردن یک مسیر به قسمت غربی انجام گرفت. یک گروهان تقویت‌شده پیاده‌نظام سبک ورماخت با حمله جسورانه و غافلگیرانه در روز ۱۰ ژانویه راه خود را تا مدافعان درون محاصره باز کرد. قرار بر تلاش همزمان از شب ۱۴ ژانویه نیروهای درون محاصره و گردان چترباز از بیرون برای اتصال به یکدیگر شد. تمامی مجروحین قادر به حرکت نیز می‌بایست از محاصره خارج می‌شدند. به هر صورت گردان چترباز راه خود را در پهنه مسطح ناحیه گم کرد و نتوانست به هدفش برسد. با این نیروهای درون محاصره خود را ساعات اولیه صبح به بیرون از آن رساند و در حالیکه تنها ۱۵۰ نفر از باقی مانده بود، در خط آهن نوووسوکولنیکی-ولیکیه لوکی به قرارگاه پیشین سپاه ملحق شد.
در این زمان هیچ توانی برای تلاش دیگری جهت رسیدن به محاصره‌شدگان در قسمت شرقی در سپاه نمانده بود. به علاوه هیچ پیام رادیویی هم دیگر از آن قسمت دریافت نمی‌شد که به وضوح نشان‌گر انهدام آن تا آخرین نفر پس از شش هفته مقاومت سخت بود. آخرین پیام رادویی از فرمانده نیروهای در محاصره روز ۱۴ ژانویه بدین شرح دریافت شد: «با آخرین توان و مهمات هنوز دو پناهگاه را در مرکز شهر حفظ کرده‌ایم. دشمن بیرون قرارگاه فرماندهی من است.»

## تلفات
آلمانی‌ها در جریان نبرد در ناحیه ولیکیه لوکی مجموعاً ۱۷ هزار نفر را از دست دادند. از این مقدار ۵ هزار نفر مربوط به درون شهر در محاصره و ۱۲ هزار نفر مربوط به عملیات نجات از بیرون بود.